# Sociedad Deportiva Ejea
La Sociedad Deportiva Ejea es un club de fútbol español de la villa de Ejea de los Caballeros, en Zaragoza, Aragón fundado en 1927. Actualmente compite en Segunda Federación.

## Historia
En 1927 se formó el club fruto de la unión de varios equipos deportivos locales, siendo su primer presidente  Higinio Vilacampa Murillo. Después de competir en todas las categorías del fútbol regional aragonés, fue en la temporada 1956-57 cuando consiguió el ascenso a Tercera División, además de llegar a la final del Campeonato de Aragón de Aficionados.
Sólo un año después, la Sociedad Deportiva Ejea logró el Campeonato de Liga por primera vez en su historia, quedando por delante de los equipos históricos zaragozanos Amistad y Arenas, Este título le sirvió para disputar la Fase de Ascenso a Segunda División, cayendo eliminado ante el Real Unión de Irún.
A finales de la década de los años 60 y principios de los años 70 se enfrentó en el campeonato liguero a equipos de la talla de Real Valladolid, Salamanca, Osasuna, Tenerife, Getafe, Deportivo Alavés, Eibar o Numancia.
Temporadas recientes
En la temporada 2007-08 volvió a quedar primero en la Tercera División tras vencer a la Unión Deportiva Fraga por 3-0, precisamente el día que se cumplían cincuenta años del logro del primer título ganado en Jaca con el mismo resultado. El equipo jugó la fase de ascenso a Segunda División B enfrentándose a la Arandina Club de Fútbol. En esta eliminatoria, la Arandina ganó por el global de 2-1.
El 27 de junio de 2008 salió a la luz el libro «Del football al fútbol, Crónicas de la Sociedad Deportiva Ejea», escrito por Juan Herranz, Jesús Ángel Ladrero y Santiago Latorre, y que narra la historia del club en sus hasta entonces 80 años de historia con multitud de anécdotas, fotos y documentos.
El 7 de octubre de 2009 se proclamó campeón de la Copa Federación de Fútbol zona Aragón al vencer en la final a doble partido al Club Deportivo Teruel.
En 2010 la Sociedad Deportiva Ejea acabó en cuarto lugar de la clasificación en Tercera División y volvió a disputar la fase de ascenso a Segunda B, cayendo ante la Unión Deportiva Alzira sin haber perdido ninguno de los dos enfrentamientos (1-1 y 0-0).
En la temporada 2011–12 la Sociedad Deportiva Ejea consiguió un nuevo título de Campeón de Tercera División y volvió a disputar la fase de ascenso a Segunda División B de España. En la primera eliminatoria tuvo como rival al campeón extremeño Arroyo, que ascendió directamente gracias al doble valor de los goles en campo contrario (1-2 en Ejea de los Caballeros y 0-1 en Arroyo de la Luz). En la siguiente ronda se enfrentó al conjunto tarraconense C. F. Pobla de Mafumet, filial del Gimnàstic, siendo eliminado el conjunto ejeano.
El 5 de septiembre de 2012 logró pasar una eliminatoria en la Copa del Rey por primera vez en la historia del club, venciendo a partido único al Peña Sport por 4-2, después de remontar un 0-2 en contra en la segunda mitad y disputarse una prórroga.
La temporada 2013–14 finalizó con la tercera posición en Tercera División, clasificándose una vez más para la Fase de Ascenso, enfrentándose en la primera eliminatoria al Atlético Malagueño, filial del Málaga Club de Fútbol. En el partido de ida, los ejeanos cayeron por 0-2, pero en el encuentro de vuelta celebrado en el Estadio La Rosaleda ante 8000 espectadores, la Sociedad Deportiva Ejea logró vencer por 1-0.
Al final de la temporada 2017-18 logra el ascenso a Segunda B ante el filial del Cádiz Club de Fútbol, habiendo eliminado al Rayo Vallecano "B" y al Tenerife "B" en las dos primeras rondas.
En su debut en Segunda División B, la Sociedad Deportiva Ejea quedó encuadrada en el Grupo III junto a históricos equipos como Hércules C. F., C. E. Sabadell, C. D. Castellón, Lleida Esportiu, F. C. Barcelona "B" o Atlético Baleares, logrando la permanencia al finalizar en decimocuarta posición.
Antes de comenzar la campaña, el equipo consigue un nuevo título de Copa Federación de Fútbol zona Aragón en septiembre de 2018 al derrotar en la final al Deportivo Aragón.
La temporada 2019-20 se interrumpió a mediados de marzo cuando faltaban diez jornadas para su conclusión debido a la pandemia mundial de enfermedad  COVID-19. La Sociedad Deportiva Ejea se encontraba en ese momento en la decimoquinta posición en la tabla clasificatoria.
En verano de 2020 firma un acuerdo de filialidad con el Club de Fútbol Santa Anastasia de la Regional Preferente de Aragón, y con la Escuela de Fútbol Base de Ejea para las categorías inferiores. Durante la pretemporada vuelve a obtener un nuevo trofeo de la fase autonómica de Copa Federación de Fútbol venciendo en la final al Club Deportivo Brea.
La Sociedad Deportiva Ejea arrancó la temporada 2021-22 compitiendo en la recién creada Segunda División RFEF. Antes de comenzar la liga, los blanquiazules consiguen su cuarto trofeo de la Copa Federación de Fútbol al derrotar en la final a la Unión Deportiva Barbastro por 1-2. No obstante, tras una temporada donde solo se ganaron cuatro partidos en la competición liguera, el equipo acaba descendiendo después de cuatro años entre Segunda División B y Segunda División RFEF.
En 2023 el equipo acaba en cuarta posición en la Tercera Federación clasificándose para participar en la Fase de Ascenso, cayendo en la prórroga de la última y definitiva eliminatoria ante la Societat Esportiva Penya Independent después de haber eliminado anteriormente a CDJ Tamarite y AD Almudévar.
En la pretemporada 2023-24 la Sociedad Deportiva Ejea obtiene por quinta vez el título aragonés de la Copa Federación de Fútbol.
Al finalizar la temporada, y tras veintiséis jornadas liderando la clasificación, la Sociedad Deportiva Ejea queda campeona de liga de Tercera Federación, logrando el ascenso directo a Segunda Federación.
En su regreso a la categoría,  la Sociedad Deportiva Ejea acaba en la séptima posición, siendo su mejor clasificación histórica. En Copa del Rey elimina al Hércules de Alicante C.F. y cae ante el Valencia C.F. de Primera División.

## Escudo
El escudo de la Sociedad Deportiva Ejea tiene forma de triángulo dentro del cual se halla el escudo de la villa de Ejea de los Caballeros situado sobre un balón de fútbol, con los colores blanquiazules del equipo como fondo.

## Uniforme

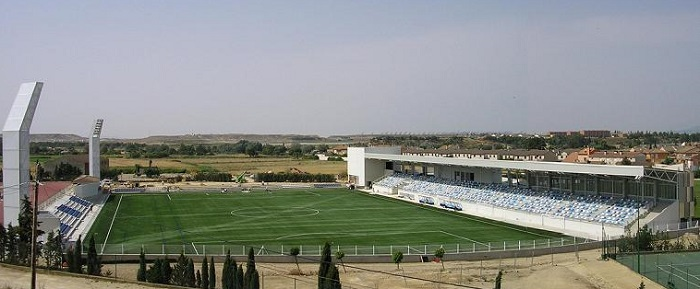
Estadio Municipal de Ejea de los Caballeros en 2018.

- Uniforme titular: Camiseta blanquiazul, pantalón azul y medias blanquiazules.
- Uniforme alternativo: Camiseta y pantalón verdes, medias verdes.
- Marca deportiva: Adidas.
- Patrocinador principal: Jumpers.
- Pratocinadores secundarios: Ayuntamiento de Ejea.

## Estadio
Desde el 8 de agosto de 2010, la Sociedad Deportiva Ejea disputa sus partidos como local en el Estadio Municipal de Ejea, con capacidad para 2.231 localidades sentadas, de las cuales 1.305 se hallan bajo tribuna cubierta. El terreno tiene unas dimensiones de 102 x 66 metros y es de césped artificial. El primer partido oficial se disputó en esa fecha, en un encuentro de la fase autonómica de la Copa Federación de Fútbol que finalizó con victoria visitante para el Andorra Club de Fútbol, por 1-2, con gol de Nacho Lafita para los cincovilleses.
Anteriormente jugaba sus partidos en el Estadio Municipal de Luchán, campo inaugurado el 8 de diciembre de 1959 con un encuentro entre la Sociedad Deportiva Ejea y el Real Zaragoza. En sus primeras décadas de historia, el Campo de La Llana fue el que acogía sus partidos como local.

## Entrenadores
Cronología de los entrenadores
| - 1999-2001: César Ascaso. - 2001-2001: Vicente Mayoral. - 2001-2003: César Ascaso. - 2003-2004: Miki Álvarez. - 2004-2004: José García Carrillo. - 2004-2004: Francisco Pérez. - 2004-2005: Rafael González. - 2005-2005: José Luis Artigas. - 2005-2007: Augusto Gascón. - 2007-2009: Juan Carlos Beltrán. - 2009-2009: David Navarro Arenaz. - 2009-2010: José Luis Blanco. |  | - 2010-2011: José Ignacio Soler. - 2011-2011: Emilio Remírez. - 2011-2012: Álex Monserrate. - 2012-2013: Armando Monge. - 2013-2013: Javier Garcés. - 2013-2014: José Luis Loreto. - 2014-2014: Tomás Guerrero. - 2014-2015: Rubén Zapater. - 2015-2016: José Luis Loreto. |  | - 2016-2018: Néstor Pérez. - 2018-2019: Guillermo Fernández Romo. - 2019-2019: Javi Suárez. - 2019-2020: Néstor Pérez. - 2020-2020: Jaime Molina. - 2020-2021: Javi Moreno. - 2021-2021: Néstor Pérez. - 2021-2022: Ricardo López. - 2022-2025: Iván Martínez. - 2025-Act.: Luso Delgado. |

## Datos del club
- Temporadas en Segunda División B / Segunda Federación: 5.
- Temporadas en Tercera División / Tercera Federación: 44.
- Participaciones en la Copa del Rey: 6.
- Mejor puesto en Copa del Rey: 2ª ronda (temporada 2012-13).
- Más partidos entrenados: Guillermo Fernández Romo (38), Javi Moreno (22), Javi Suárez (18).
- Más partidos disputados: Moustapha (64), Ramón López (59), Lucho (56).
- Más minutos: Moustapha (5.602), Chechu Dorado (4.607), Ramón López (3.995).
- Más goles:Alex Sánchez (13), Ramón López (11), Torras (9), David Mainz (8).
- Más goles en una sola temporada: Álex Sánchez (13 en la 2021-2022).
- Extranjero con más partidos disputados: Moustapha (64), Ronald (25).
- Expulsado más veces: Tena (3), Andriu (2).
- Más temporadas en el club: Rafa Santos (4).
- Mayor goleada conseguida:
  - En casa: S. D. Ejea 4-0 Orihuela C.F. (2019-20).
  - Fuera: Haro Deportivo 1-4 S. D. Ejea (2020-21).
- Mayor goleada encajada:
  - En casa: S. D. Ejea 0-3  UD Mutilvera (2020-21).
  - Fuera: Atlético Baleares 4-1 S. D. Ejea (2018-19).

## Palmarés
Nota: en negrita competiciones vigentes en la actualidad.
| Competición nacional             | Títulos                    | Subcampeonatos |
| -------------------------------- | -------------------------- | -------------- |
| Tercera División de España (3/0) | 1957-58, 2007-08, 2011-12. |                |

| Competición regional                      | Títulos                                      | Subcampeonatos             |
| ----------------------------------------- | -------------------------------------------- | -------------------------- |
| Copa Federación (5/2)                     | 2009-10, 2018-19, 2020-21, 2021-22, 2023-24. | 2007-08, 2016-17.          |
| Regional Preferente de Aragón (5/3)       | 1969-70, 1971-72, 1978-79, 1983-84, 2005-06. | 1994-95, 1999-00, 2003-04. |
| Campeonato de Aragón de Aficionados (0/1) |                                              | 1956-57.                   |
| Copa Primavera de Aragón (1/1)            | 1959.                                        | 1957.                      |